# Prasinocyma congrua
Prasinocyma congrua là một loài bướm đêm trong họ Geometridae.